# یابالکووو (استان کیوستندیل)
یابالکووو (به بلغاری: Yabalkovo) یک منطقهٔ مسکونی در بلغارستان است که در شهرستان کیوستندیل واقع شده‌است.